# François-Henri Soulié
Pour les articles homonymes, voir Soulié.
François-Henri Soulié, né le 28 avril 1953, est un dramaturge, acteur, scénographe et metteur en scène français, également auteur de romans policiers.

## Biographie
Formation de comédien au Conservatoire de Région de Toulouse (1971)
Formation de scénariste à l'Institut National de l'Audiovisuel (1984 -1985)
Scénariste et dramaturge auprès de la compagnie Arche de Noé - Guillaume Lagnel depuis 1987.
Il signe plusieurs pièces de théâtre, dont Une nuit de Grenade, créée en 2006 au Théâtre Olympe-de-Gouges à Montauban.
Fondateur en 2009 de la compagnie de marionnettes Le Théâtrophone principalement dédiée à la création de spectacles autour de la mythologie grecque.
Comédien, il incarne Jean-Baptiste Colbert en 2014 dans le film documentaire La Fabuleuse Histoire de monsieur Riquet réalisé par Jean Périssé.
En 2016, il se lance dans le roman policier et publie Il n'y a pas de passé simple, lauréat du prix du premier roman au festival international du film policier de Beaune 2016, qui raconte la périlleuse chasse au trésor d'une abbaye cistercienne. Il s'agit du titre inaugural d'une série racontant les aventures de Skander Corsaro, un motocycliste qui est journaliste stagiaire au Courrier du Sud-Ouest.
La même année, il amorce également une série de roman policier historique, écrite en collaboration avec Thierry Bourcy, et ayant cette fois pour héros le capitaine Joseph Kassov dans l'Europe du début du XVIIe siècle.

## Œuvres

### Romans

#### Série policièreLes Aventures de Skander Corsaro
- Il n'y a pas de passé simple, Paris, éditions du Masque, coll. « Masque poche » no 74, 2016  (ISBN 978-2-7024-4574-7)
- Un futur plus que parfait, Paris, éditions du Masque, coll. « Masque poche » no 80, 2017  (ISBN 978-2-7024-4653-9)
- Le présent n'a plus le temps, Paris, éditions du Masque, coll. « Masque poche » no 91, 2018  (ISBN 978-2-7024-4880-9)
- Impératif imprévu, Paris, éditions du Masque, coll. « Masque poche », 2019  (ISBN 978-2-7024-4915-8)

#### Série policière historiqueCapitaine Joseph Kassov
- Le Songe de l'astronome, Paris, éditions 10/18, coll. « Grands détectives » no 5147, 2016  (ISBN 978-2-264-06785-2)
- La Conspiration du globe, Paris, éditions 10/18, coll. « Grands détectives » no 5190, 2017  (ISBN 978-2-264-07065-4)
- Ils ont tué Ravaillac, Paris, éditions 10/18, coll. « Grands détectives » no 5307, 2018  (ISBN 978-2-264-07177-4)

#### Romans noirs historiques
- Les Pirates de Dieu, Paris, éditions 10/18, 2024 ; réédition, Paris, éditions 10/18, coll. « Polar », 2025
- Une citadelle en enfer, Paris, éditions 10/18, coll. « Polar », 2025

#### Autres romans - Série historiqueOccitania
- Angélus, Paris, éditions 10/18, coll. « Grands détectives » no 5512, 2020  (ISBN 978-2-264-07448-5)
- Magnificat, Paris, éditions 10/18, 2021  (ISBN 978-2-264-07820-9)
- Requiem, Paris, éditions 10/18, 2022

#### Écrits collectifs
- Des mots par la fenêtre, les écrivains se mobilisent pour les hôpitaux,, Paris, Pocket, 2020
- STOP 68 artistes s'engagent, Paris, La Manufacture de Livres, 2023

### Biographie
- Jean Racine à 20 ans , éditions Au Diable Vauvert, coll "... à 20 ans" , 2021

### Théâtre
- Mandrin, 1985 (créée au Théâtre Populaire d'Occitanie)
- La Petite Promenade illustrée, 1999 (crée au Théâtre municipal de Montauban)[réf. nécessaire]
- La Vie des puces, 2003 (créée au Théâtre Olympe-de-Gouges à Montauban)
- Une bicyclette pour la liberté, Paris, l'Harmattan, coll. « Théâtres », 2012  (ISBN 978-2-296-99381-5) (pièce écrite en collaboration avec Maria Gulla)
- Une nuit de Grenade, Toulouse, éditions Réciproques, 2014  (ISBN 978-2-918637-13-4) (créée en 2006 au Théâtre Olympe-de-Gouges à Montauban)